# Manon Lescaut (novela)
Manon Lescaut es una novela del Abate Prévost, que originalmente se llamó Historia del caballero Des Grieux y de Manon Lescaut, y formaba parte de las Memorias y Aventuras de un hombre de calidad retirado del mundo (7 volúmenes, 1728 - 1731). 
Tras ser condenado dos veces al considerarse escandaloso (1733 y 1735), Prévost publica en 1753 una nueva edición de Manon Lescaut, revisada, corregida y ampliada con un importante episodio. Las cualidades humanas de la novela sedujeron pronto al público y la lanzaron a la fama.

## Libro Primero

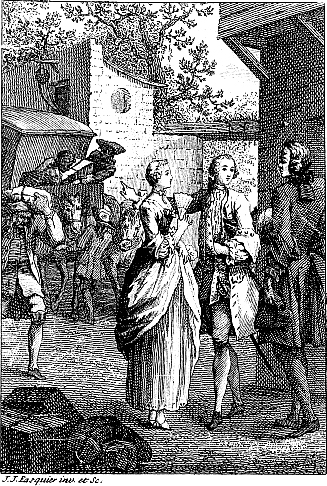
Encuentro de des Grieux y Manon Lescaut.

El autor (el "hombre de calidad" de las Memorias) regresa de Ruan. Llega a la hora de comer a Pacy-sur-Eure. En la ciudad reina una gran agitación. Los habitantes se han reunido ante un cabaré ante el que hay dos carros estacionados. Se trata de un convoy con una docena de muchachas de mala vida, condenadas a embarcarse hacia América. Una de ellas, Manon, le sorprende debido a su belleza y porte distinguido. El autor se interesa por ella ante el jefe de los centinelas, pero no consigue respuesta. Ante la pregunta, un arquero le indica que debe preguntar al joven que se encuentra apartado y que sólo puede ser "su hermano o su amante". Este hombre, que ha seguido el convoy desde París parece enfermo. Se niega a revelar su secreto o la identidad de la joven, pero confiesa la pasión que siente por ella y declara haber intentado todo para conseguir que fuera liberada, hasta el punto de encontrarse arruinado por esa razón.
Dos años más tarde, el hombre de calidad regresa de Londres y espera permanecer un día y una noche en Calais. Mientras pasea por la ciudad, cree reconocer al joven con el que se había topado dos años antes, por lo que se decide a hablar con él. El joven también se alegra de volver a ver al narrador. Feliz por este reencuentro, declara regresar de América. Esa misma noche, el narrador acoge al joven en el hotel en el que se encuentra alojado. El misterioso joven inicia el relato de sus aventuras.
Des Grieux, joven de 17 años, proviene de una buena familia. Fue un alumno ejemplar en un colegio de Amiens y su padre deseaba que fuera caballero de la orden de Malta, lo que explica su título de Caballero. Tiberge, su mejor amigo, es generoso y comprensivo. Al regresar a su ciudad natal en vísperas de las vacaciones, des Grieux conoce en un hostal en el que se detiene a Manon Lescaut, de la que se enamora inmediatamente. A pesar de su juventud y de carecer de experiencia amorosa, se muestra fascinado por esta. Es un flechazo. Des Grieux sabe entonces que Manon se dirige al convento, al que sus padres la envían. Cuando se encuentran solos, esta confiesa inmediatamente que se siente "halagada al haber conquistado un amante" como él. Para escapar al destino que se le presenta no hay más solución que la fuga, de ese modo podrán vivir su amor. Se citan al día siguiente en el hostal de Manon, antes de que el conductor de la diligencia se despierte.
A pesar de los intentos de Tiberge para que Des Grieux cambie sus planes, este decide huir con Manon. Consigue tranquilizar a su amigo y burlar su vigilancia.
Antes de que oscurezca, los dos jóvenes llegan a Saint-Denis. Los proyectos de boda se olvidan pronto: "Defraudamos los derechos de la Iglesia". En París, los dos amantes se alojan en un apartamento amueblado y viven durante tres semanas el amor perfecto. Pero al sentir remordimientos, el joven trata de reanudar las relaciones con su familia. Contempla la posibilidad de solicitar a su padre la autorización para casarse con Manon, pero la joven es contraria a esta idea, por temor a perder a des Grieux si su padre se opone a su boda. Des Grieux también teme encontrar dificultades económicas, pero Manon le tranquiliza y se encarga de gestionar sus finanzas. Confiado, el joven acepta. Una noche en la que regresa antes que de costumbre, se encuentra cerrada la puerta y Manon tarda mucho en abrir. Tras preguntar a la sirvienta, des Grieux se da cuenta de que el anciano Señor de B., un rico fermier general, se escabulle de su casa. Esa misma noche, durante la cena, des Grieux espera explicaciones espontáneas de Manon, pero esta las evita y se echa a llorar.
En ese momento alguien llama a la puerta. Tras un beso a su amante, Manon huye. Son los lacayos de su padre que vienen a llevarse a des Grieux. En la carroza que lo devuelve a la residencia familiar, el joven trata de entender quién ha podido traicionarlos.
En el domicilio familiar es recibido de un modo bastante indulgente. Sin embargo, el joven recibe una seria reprimenda de su padre, que le achaca su excesiva credulidad: "tienes una buena disposición para convertirte en un marido paciente y cómodo." En ese momento confiesa a su hijo que ha sido el Señor de B. el que ha seducido a Manon: "Sabes vencer con rapidez, Chevalier; pero no sabes conservar tus conquistas." Des Grieux está desesperado, sin que por ello se le ocurra ni siquiera imaginar una traición por parte de Manon. Para impedirle que se vuelva a fugar, su padre decide secuestrarlo y encerrarlo en su propia habitación.
Durante seis meses des Grieux se muestra desesperado, pero poco a poco y gracias a la ayuda de su amigo Tiberge, recupera el amor por la vida por medio de la lectura y del estudio. Tiberge que ha visto a Manon le informa de que vive en París y que está siendo mantenida por su amante viejo y rico. Des Grieux decide entonces renunciar al mundo y entra junto a Tiberge en el Seminario de Saint-Sulpice.
Encuentra la paz en sus estudios, olvida a Manon y vuelve a alcanzar notoriedad hasta que en la Sorbona, vuelve a encontrarse frente a frente con Manon. Des Grieux vuelve a prendarse de ella, la perdona y abandona inmediatamente el Seminario. Tras una noche en una posada, los dos amantes, más enamorados el uno del otro que nunca, deciden instalarse en el pueblo de Chaillot.
Gracias al dinero que Manon obtuvo del Señor de B., la pareja vive al margen de las necesidades. Pero Manon se aburre en Chaillot y convence a Des Grieux para que alquilen un apartamento en París. El hermano de Manon, que vive en la misma calle que ellos se instala en su casa y vive a su costa, con lo que acaban de despilfarrar sus ahorros.

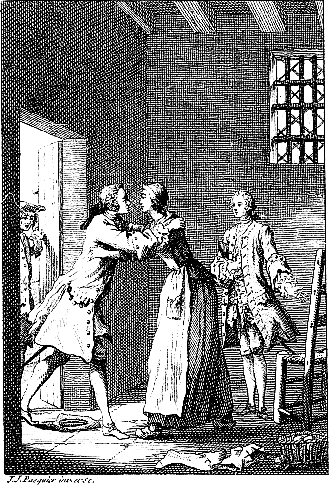
Des Grieux visita a Manon Lescaut en la Salpêtrière.

Una mañana, mientras los dos amantes están pasando unos días en París, Des Grieux se entera de que su casa de Chaillot ha ardido. Este incendio termina de arruinarles. Sin embargo, el joven no quiere que Manon se preocupe y le oculta la noticia.
Buscando una solución, des Grieux se confía al hermano de Manon que le propone primero explotar los encantos de Manon y luego los suyos, a lo que Des Grieux se niega. La última alternativa que plantea el hermano es hacer trampas en el juego. Pero poco convencido por estas soluciones, Des Grieux prefiere no hacer nada de eso.
Des Grieux decide por fin volver a apelar a la generosidad de su amigo Tiberge. Tras una entrevista, Des Grieux le pide perdón por haber sido ingrato. En cambio Tiberge, demuestra la calidad de su amistad y ofrece dinero a Des Grieux. Pero este se da cuenta de que a pesar de que el amor de Manon sea sincero, esta tiene necesidad de lujos y placeres, le gusta gastar sin fijarse en lo que tiene y no está preparada para una existencia modesta. Temeroso de perder a Manon, des Grieux vuelve a aproximarse a Lescaut, quien hace que se le admita en un círculo de jugadores. En poco tiempo pasa a ser un experto tramposo y vuelve a nadar en la riqueza. Su amigo Tiberge teme con razón que se esté apartando de la ley y le advierte. Esta vida fácil une aún más a los amantes.
Pero envidiosos de su fortuna, una noche en la que está cenando en casa del hermano de Manon, sus criados aprovechan para robar a sus jefes y saquear la casa. Manon y Des Grieux se ven desesperados y en la calle. Lescaut aconseja a su hermana entonces que establezca una lucrativa relación con el viejo Señor de G. M., lo que Manon, deseosa de conseguir dinero, hace. Gracias a sus encantos seduce al viejo y consigue que este le ponga una casa y la mantenga. Sin embargo, su maquiavélico hermano propone a Des Grieux estafar al viejo amante de Manon. Se organiza una cena, en la que el anciano ofrece a Manon joyas y riquezas y le ofrece la mitad de sus ingresos. Los tres se burlan del viejo durante toda la velada antes de escaparse en una carroza. Al darse cuenta del engaño, el viejo les hace perseguir y consigue que la policía los detenga de madrugada. Encierran a Manon en el Hospital de La Salpêtrière; y Des Grieux es enviado al presidio para jóvenes aristócratas depravados de Saint-Lazare.
Des Grieux consigue escapar con la ayuda involuntaria de su amigo Tiberge. Vuelve a contactar con Lescaut quien le consigue un arma. Obliga entonces al padre prior bajo amenaza a que abra las puertas del presidio y huye, matando a un centinela. Des Grieux trata entonces de liberar a Manon. Consigue entrar en el Hospital y volver a verla. Un criado disfraza a Manon de hombre y la saca. Mientras escapan, Lescaut se encuentra a un hombre que se arruinó en el juego por sus trampas, quién le dispara, matándolo. Los dos amantes, ya solos, regresean a la Posada de Chaillot. Tiberge vuelve a acudir en su ayuda y les proporciona dinero, a la vez que se echa tierra sobre el escándalo. Los amantes parecen alcanzar un atisbo de tranquilidad.
Los dos amantes se instalan entonces en la Posada de Chaillot. Des Grieux vuelve a jugar y a hacer trampas. Por su parte, Manon permanece fiel y se divierte dando esperanzas a un príncipe italiano que le hace la corte. Sin embargo, el destino parece perseguirlos. El hijo del Señor de G. M. desembarca y acude a cenar con ellos. Se enamora locamente de Manon, y esta organiza un plan para conseguir de él una gran cantidad de dinero, para vengarse de su padre. Cuando Manon concierta la cita amorosa con el joven G. M. Des Grieux decide vengarse, monta una escena de celos a Manon, aunque ambos terminan reconciliándose. Pero Des Grieux presiente "una catástrofe". Un lacayo del Señor de G. M. ha dado la voz de alarma, y los amantes se vuelven a ver en la cárcel. En el Châtelet, Des Grieux recibe una visita de su padre, quien le reprocha con energía su conducta, pero le perdona y promete hacer cuanto esté en su mano para liberarlo. Para conseguir alejar a Manon de él consigue que sea desterrada a América. Pero al verse libre y conocer la noticia la ruptura entre padre e hijo parece ser definitiva. 
Desesperado, tras intentar sin conseguirlo que Manon sea liberada, Des Grieux consigue, pagando una fuerte cantidad, permiso para seguir a Manon. Es el momento en el que el hombre de calidad se encuentra con él por primera vez en Pacy: ya no le queda dinero y se ve separado de su amante.

## Libro Segundo
Des Grieux se enrola como voluntario a bordo del barco que conduce a Manon a América. Se gana la confianza del capitán, quién le permite que pueda dedicar a Manon todos los cuidados que esta necesita.
Tras una travesía de dos meses, el barco llega a Nueva Orleans, en la Luisiana. El capitán informa al gobernador acerca de la situación que existe entre Des Grieux y Manon. Sus calamidades despiertan la simpatía del gobernador, quien les encuentra un alojamiento. 

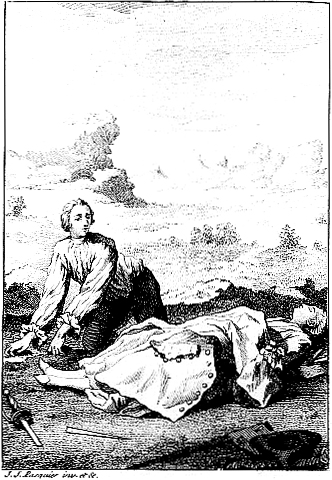
Muerte de Manon Lescaut.

Manon agradece a Des Grieux todas las preocupaciones que este ha padecido y le promete que ha cambiado. Los dos amantes deciden por fin casarse. Pero el sobrino del gobernador también se ha enamorado de Manon, y al saber que está libre, la reclama. Se enfrenta en duelo con Des Grieux, y es herido por este. Tras darlo por muerto, Des Grieux y Manon huyen al desierto, en donde ella muere de agotamiento. Des Grieux la entierra, y se recuesta sobre su tumba decidido a esperar la muerte. 
Pero Tiberge, que ha viajado también a América en busca de su amigo lo encuentra y lo vuelve a llevar a Francia, nueve meses después de la muerte de Manon. A su regreso se entera de la muerte de su padre, destrozado por la pena y el dolor. Ese es el momento del segundo encuentro con el hombre de calidad, en Calais.

## Otras versiones
La novela del abate Prévost ha dado lugar a varias óperas y películas:
- 1856 - Manon Lescaut, ópera de Daniel Auber
- 1884 - Manon, ópera de Jules Massenet
- 1893 - Manon Lescaut, ópera de Giacomo Puccini
- 1912 - Manon Lescaut, película francesa de Albert Capellani
- 1914 - Manon Lescaut, película estadounidense de Herbert Hall Winslow
- 1918 - Manon Lescaut, película italiana de Mario Gargiulo
- 1926 - Manon Lescaut, película alemana de Arthur Robison

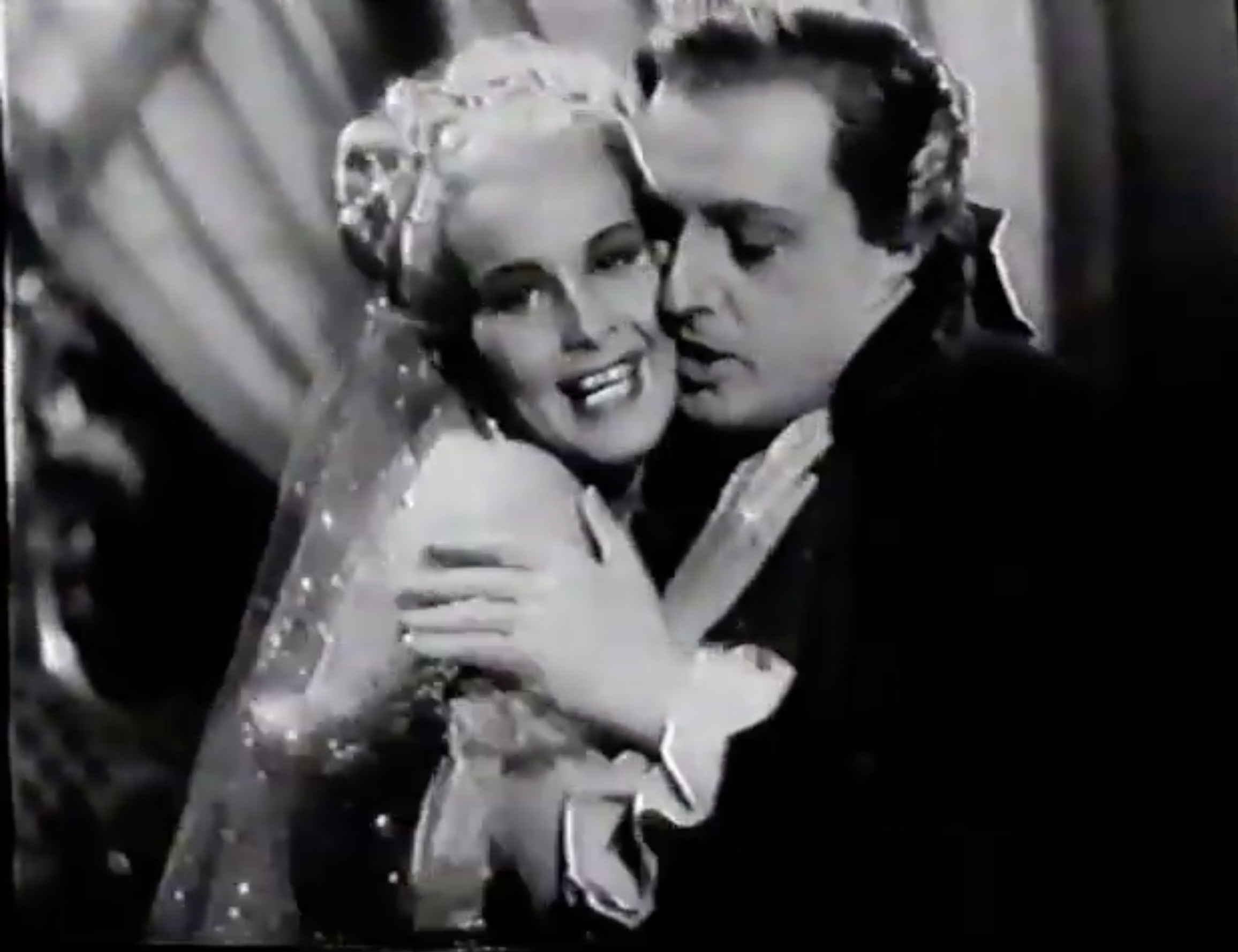
Alida Valli y Vittorio De Sica en un fotograma de la película de 1940.

- 1940 - Manon Lescaut, película italiana de Carmine Gallone con Alida Valli y Vittorio de Sica
- 1949 - Manon, película francesa de Henri George Clouzot con  Cecile Aubry y Michel Auclair
- 1952 - Boulevard Solitude, ópera de Hans Werner Henze
- 1954 - Los amores de Manon Lescaut, película italiana de Mario Costa
- 1968 - Manon 70, película dirigida por Jean Aurel, con Catherine Deneuve, Jean-Claude Brialy, Sami Frey y Elsa Martinelli[1]
- 1974 - La Historia de Manon, ballet en tres actos Gran Bretaña con la coreografía de Sir Kenneth MacMillan
- 1975 - Manon Lescaut, serie de televisión dirigida por Sandro Bolchi
- 1978 - Historia del Caballero Des Grieux y de Manon Lescaut, serie de televisión dirigida por Jean Delannoy
- 1980 - Manon Lescaut, grabación para televisión de la ópera de Giacomo Puccini, dirigida por Kirk Browning y protagonizada por Renata Scotto y Plácido Domingo
- 1983 - Manon Lescaut, grabación para televisión de la ópera de Giacomo Puccini, dirigida por Brian Large y protagonizada por Kiri Te Kanawa y Plácido Domingo
- 1990 - Manon Lescaut, serie de televisión dirigida por Liliana Cavani y Manuela Crivelli
- 1998 - Manon Lescaut, serie de televisión dirigida por Pierre Jourdan
- 2005 - Manon Lescaut, serie de televisión dirigida por Félix Breisach